# Hypericum kunaianum
Hypericum kunaianum är en johannesörtsväxtart som beskrevs av A. Gilli. Hypericum kunaianum ingår i släktet johannesörter, och familjen johannesörtsväxter. Inga underarter finns listade i Catalogue of Life.